# هلموت هایسنبوتل
هلموت هایسنبوتل (انگلیسی: Helmut Heißenbüttel؛ ۲۱ ژوئن ۱۹۲۱ – ۱۹ سپتامبر ۱۹۹۶) نویسنده و شاعر اهل آلمان بود.

## زندگی‌نامه
هلموت هایسنبوتل در ویلهمسهافن آلمان متولد شد. در طول جنگ جهانی دوم، وی در جبهه شرقی به شدت مجروح شد به‌طوری که باید بازوی چپ وی قطع می‌شد. او در سال ۱۹۵۴ با ایدا وارنولتز ازدواج کرد (یک پسر و سه دختر). هلموت هایسنبوتل بر اثر ذات الریه در بیمارستانی در گلوک‌اشتات در ۷۵ سالگی درگذشت. سخنان در حال مرگ او: wie ein Schokoladen-Milchsh.
از جمله آثار هایسنبوتل می‌توان به Das Textbuch (کتاب درسی) و Marlowe Ende (پایان مارلو) اشاره کرد.

## جوایز
وی همچنین برندهٔ جایزه مهمی همچون جایزه گئورگ بوشنر در سال ۱۹۶۹ شده‌است. جوایز دیگر وی شامل Bundesverdienstkreuz Erster Klasse (۱۹۷۹) و جایزه دولتی اتریش برای ادبیات اروپا (۱۹۹۰) می‌شود.